# Mäntysaari (ö i Birkaland, Sydvästra Birkaland, lat 61,40, long 23,11)
Mäntysaari är en ö i Finland. Den ligger i sjön Kulovesi och i kommunen Sastamala i den ekonomiska regionen  Sydvästra Birkaland och landskapet Birkaland, i den sydvästra delen av landet, 170 km nordväst om huvudstaden Helsingfors. Öns area är 2,4 hektar och dess största längd är 380 meter i öst-västlig riktning.